# Tambja limaciformis
Tambja limaciformis is een slakkensoort uit de familie van de Polyceridae. De wetenschappelijke naam van de soort is voor het eerst geldig gepubliceerd in 1908 door Eliot.